# 遠江国地震
遠江国地震（とおとうみのくにじしん）は、和銅8年5月25日（ユリウス暦715年6月30日・グレゴリオ暦7月4日）に、遠江国（静岡県）で発生した大地震。翌日の5月26日（715年7月1日・7月5日）には、三河国（愛知県）で大地震の記録があり、正倉47棟が倒壊。
天竜川（麁玉河）が塞き止められ、数十日後に決壊して洪水が発生（『続日本紀』）。山崩れで麁玉河が塞き止められ、敷智・長下・石田3郡の民家が水没し、田も損害を受けた（浜松市史）。
この地震に関する根本史料は『続日本紀』に限られ、また後に編纂された『扶桑略記』にもほぼ同様の内容の記録がある。ただし、『続日本紀』の地震の日付は和銅8年（霊亀元年）5月25日であるが、『扶桑略記』はその1年前の「和銅七年五月」となっている。
また、埋没樹木の年輪による年代測定からは、714年に樹木が埋もれたという結果が得られている。